# تحليل الحركة
تحليل الحركة (بالإنجليزية Motion analysis)  يستخدم في رؤية الكمبيوتر، معالجة الصور، التصوير فائق السرعة ورؤية الجهاز الذي يدرس الأساليب والتطبيقات لاثنين أو أكثر من الصور المتتالية على سبيل المثال، تلك التي تنتج بواسطة كاميرا الفيديو أو كاميرا عالية السرعة، يتم معالجتها لإنتاج المعلومات على أساس الحركة الظاهرة في الصور. في بعض التطبيقات تكون الكاميرا ثابتة بالنسبة إلى حركة الأجسام والمشاهد، بينما في بعض التطبيقات يكون المشهد هو أكثر أو أقل ثباتاً فيما تكون الكاميرا متحركة، وفي بعض الحالات على حد سواء تكون الكاميرا والمشاهد متحركة.
تحليل الحركة في أبسط الحالات يكون بالكشف عن التحرك، أي إيجاد نقاط في الصورة حيثما يوجد حركة. وهنالك أنواع أكثر تعقيدا من المعالجة حيث يتم تتبع كائن معين في الصورة مع مرور الوقت، إلى مجموعة من النقاط التي تنتمي إلى نفس الكائن المركب والذي يتحرك في المشهد، أو لتحديد حجم واتجاه حركة كل نقطة في الصورة. المعلومات التي يتم معالجتها غالبا ما تكون ذات صلة بصورة معينة في تسلسل معين ووقت محدد، ولكن يعتمد بعد ذلك على النقاط المجاورة في الصورة. وهذا يعني أن تحليل الحركة يمكن أن تنتج على معلومات عن الحركة بالاعتماد على الوقت.
تطبيقات تحليل الحركة يمكن أن تحتوي مجالات متنوعة، مثل المراقبة، الطب، صناعة السينما، العلوم البيولوجية، وملاحة المركبات الذاتية.